# Thüringenpokal (Handball)
Der THV-Pokal wird jährlich vom Thüringer Handballverband (THV) veranstaltet.

## Modus
Neben dem laufenden Spielbetrieb in den Handball-Ligen wird der Pokalwettbewerb im Ausscheidungsverfahren bestritten. Es nehmen alle Mannschaften der aktuellen Saison daran teil.
Der THV-Pokal wird in insgesamt sechs aufeinander folgenden K.o.-Runden mit dem Endspiel als letzte Runde ausgetragen. In der ersten Runde treten die Mannschaften der Verbandsklassen und Verbandsligen gegen die Landesligisten an. In der zweiten Runde steigen die Mannschaften der Thüringenliga und der Mitteldeutschen Oberliga ein.
Der THV-Pokalsieger ist in der folgenden Saison zur Teilnahme am DHB-Amateur-Pokal berechtigt.

## THV-Pokalsieger
| Jahr | Verein                              |
| ---- | ----------------------------------- |
| 2022 | – *                                 |
| 2021 | – *                                 |
| 2020 | – *                                 |
| 2019 | HSG Werratal 05                     |
| 2018 | Thüringer HC                        |
| 2017 | HSG SUHL                            |
| 2016 | HSV 1990 Apolda                     |
| 2015 | SV Blau-Weiß 1893 Goldbach/Hochheim |
| 2014 | HSV Bad Blankenburg                 |
| 2013 | HSV Bad Blankenburg                 |
| 2012 | HSC Erfurt                          |
| 2011 | HSV Bad Blankenburg                 |

## Pokal 2022/23
Der Pokalspielbetrieb wurde im Dezember 2022 ausgeschrieben. Er erfolgt in dieser Spielzeit auf freiwilliger Basis.

### Teilnehmende Mannschaften
| Mitteldeutsche Oberliga (IV)    | Thüringenliga (V) | Landesliga (VI)                                                                               | Verbandsliga (VII)                                | Verbandsklasse (VIII) |
| ab Achtelfinale                 | ab Achtelfinale | ab Achtelfinale                                                                               | ab Achtelfinale                                   | ab Achtelfinale       |
| ------------------------------- | --- | --------------------------------------------------------------------------------------------- | ------------------------------------------------- | --------------------- |
| - HSV 1990 Apolda - HBV Jena 90 | - SV Town&Country Behringen/Sonneborn - HSG Werratal 05 - SV Blau-Weiß 1893 Goldbach/Hochheim - SG Suhl/Goldlauter - ThSV Eisenach (II) | - HSG Saalfeld/Könitz - Post SV Gera - HSG Hörselgau/Waltershausen - SV Petkus Wutha-Farnroda | - SV Fortuna Großschwabhausen - ESV Lok Meiningen | - TSV Zella-Mehlis    |

#### Achtelfinale
| Datum, Uhrzeit       | Heimmannschaft                    |   | Gastmannschaft                          | Ergebnis                   |
| -------------------- | --------------------------------- | - | --------------------------------------- | -------------------------- |
| 27. Jan. 2023, 19:30 | SV Petkus Wutha-Farnroda (VI)     | – | ThSV Eisenach (V)                       | 22:42 (11:18)              |
| 28. Jan. 2023, 00:00 | ESV Lok Meiningen (VII)           | – | HBV Jena 90 (IV)                        | 33:26 (15:13)              |
| 29. Jan. 2023, 16:00 | HSG Saalfeld/Könitz (VI)          | – | SV Blau-Weiß 1893 Goldbach/Hochheim (V) | 22:31 (10:17)              |
| 5. Feb. 2023, 16:00  | SV Fortuna Großschwabhausen (VII) | – | Post SV Gera (VI)                       | 36:26 (16:12)              |
| 19. Feb. 2023, 16:30 | SG Suhl/Goldlauter (V)            | – | HSG Werratal 05 (V)                     | 34:35 n. V. (29:29, 12:15) |
| 26. Feb. 2023, 16:00 | TSV Zella-Mehlis (VIII)           | – | SV Town&Country Behringen/Sonneborn (V) | 23:55 (11:28)              |

Freilose:
- HSV 1990 Apolda
- HSG Hörselgau Waltershausen

#### Viertelfinale
| Datum, Uhrzeit       | Heimmannschaft                          |   | Gastmannschaft                 | Ergebnis                   |
| -------------------- | --------------------------------------- | - | ------------------------------ | -------------------------- |
| 11. März 2023, 19:30 | HSV Apolda 1990 (IV)                    | – | ThSV Eisenach II (V)           | 34:35 n. V. (33:33, 15:19) |
| 15. Apr. 2023, 18:00 | HSG Hörselgau/Waltershausen (VI)        | – | SV T&C Behringen/Sonneborn (V) | 33:36 (15:17)              |
| 16. Apr. 2023, 16:00 | ESV Lok Meiningen (VII)                 | – | Fort. Großschwabhausen (VII)   | 31:22 (15:9)               |
| 23. Apr. 2023, 15:00 | SV Blau-Weiß 1893 Goldbach/Hochheim (V) | – | HSG Werratal 05 (V)            | 00:00 (00:00)              |

#### Halbfinale
| Datum, Uhrzeit       | Heimmannschaft                 |   | Gastmannschaft                                                | Ergebnis      |
| -------------------- | ------------------------------ | - | ------------------------------------------------------------- | ------------- |
| 29. Apr. 2023, 00:00 | ESV Lok Meiningen (VII)        | – | SV Blau-Weiß 1893 Goldbach/Hochheim (V) – HSG Werratal 05 (V) | 00:00 (00:00) |
| 29. Apr. 2023, 00:00 | SV T&C Behringen/Sonneborn (V) | – | HSV Apolda 1990 (IV)                                          | 00:00 (00:00) |

## Pokal 2021/22
Der Pokal wurde aufgrund der COVID-19-Pandemie nicht ausgespielt.

## Pokal 2020/21
Der Pokal wurde aufgrund der COVID-19-Pandemie nicht ausgespielt.

## Pokal 2019/20
Der Spielbetrieb wurde am 12. März 2020 bis mindestens zum 19. April 2020 auf Grund der COVID-19-Pandemie ausgesetzt. Am 21. April 2020 wurde durch das Präsidium des THV der Abbruch der THV-Meisterschaften in allen Ligen beschlossen. Somit ist kein Pokalsieger 2019/20 ermittelt worden. Der Pokalwettbewerb 2019/20 bleibt bestehen und wird in der laufenden Saison 2020/21 fortgesetzt.

### Teilnehmende Mannschaften
| Mitteldeutsche Oberliga (IV)                          | Thüringenliga (V) | Landesliga (VI)                                                                                    | Verbandsliga (VII) | Verbandsklasse (VIII)                                                                                           |
| ab 1. Runde                                           | ab 1. Runde | ab 1. Runde                                                                                        | ab 1. Runde | ab 1. Runde |
| ----------------------------------------------------- | --- | -------------------------------------------------------------------------------------------------- | --- | --- |
| - HSV 1990 Apolda - HSV Bad Blankenburg - HBV Jena 90 | - SG Motor Arnstadt/Plaue - SV Town&Country Behringen/Sonneborn - HSG Werratal 05 (P) - SV Blau-Weiß 1893 Goldbach/Hochheim - SG Suhl/Goldlauter - LSV Ziegelheim | - SG Handball Ilmenau - HV Merkers - HSG Saalfeld/Könitz - SG Schnellmannshausen - HSV Sömmerda 05 | - SV Blau-Weiß Auma - HSC Erfurt - Ernestiner SV Gotha - SV Fortuna Großschwabhausen - ESV Lok Meiningen - HSG Oppurg/Krölpa - TSV Stadtroda 1890 - SV Petkus Wutha-Farnroda | - SG Glückauf Bleicherode/Sondershausen - SV Rot-Weiß Krauthausen - SV Stahl Unterwellenborn - TSV Zella-Mehlis |

#### 1. Runde
| Datum, Uhrzeit       | Heimmannschaft                  |   | Gastmannschaft                          | Ergebnis                          |
| -------------------- | ------------------------------- | - | --------------------------------------- | --------------------------------- |
| 25. Aug. 2019, 13:00 | SV Petkus Wutha-Farnroda (VII)  | – | SV Blau-Weiß Auma (VII)                 | 40:25 (21:15)                     |
| 30. Aug. 2019, 20:00 | SV Stahl Unterwellenborn (VIII) | – | HSG Saalfeld/Könitz (VI)                | 16:51 (10:26)                     |
| 31. Aug. 2019, 14:00 | ESV Lok Meiningen (VII)         | – | HV Merkers (VI)                         | 28:19 (13:8)                      |
| 31. Aug. 2019, 18:00 | Ernestiner SV Gotha (VII)       | – | SG Motor Arnstadt/Plaue (V)             | 22:26 (13:11)                     |
| 31. Aug. 2019, 18:00 | HSC Erfurt (VII)                | – | SV Fortuna Großschwabhausen (VII)       | 18:30 (10:16)                     |
| 31. Aug. 2019, 18:00 | SV Rot-Weiß Krauthausen (VIII)  | – | SG Suhl/Goldlauter (V)                  | 11:42 (2:25)                      |
| 31. Aug. 2019, 19:30 | SG Handball Ilmenau (VI)        | – | SV Blau-Weiß 1893 Goldbach/Hochheim (V) | 39:38 n. V. (16:13, 28:28, 32:32) |
| 1. Sep. 2019, 14:00  | TSV Stadtroda 1890 (VII)        | – | HSV Bad Blankenburg (IV)                | 8:46 (5:22)                       |
| 1. Sep. 2019, 16:00  | SG Schnellmannshausen (VI)      | – | LSV Ziegelheim (V)                      | 30:33 (17:14)                     |
| 1. Sep. 2019, 18:00  | TSV Zella-Mehlis (VIII)         | – | HSV Apolda 1990 (IV)                    | 10:44 (7:14)                      |

Freilose:
- HSG Oppurg/Krölpa
- HBV Jena 90
- HSV Sömmerda 05
- SV Town&Country Behringen/Sonneborn
- HSG Werratal 05
- SG Glückauf Bleicherode/Sondershausen

#### Achtelfinale
| Datum, Uhrzeit       | Heimmannschaft                               |   | Gastmannschaft                    | Ergebnis      |
| -------------------- | -------------------------------------------- | - | --------------------------------- | ------------- |
| 12. Okt. 2019, 17:00 | HSV Sömmerda 05 (VI)                         | – | HSV Apolda 1990 (IV)              | 21:40 (13:21) |
| 1. Nov. 2019, 20:30  | SV Petkus Wutha-Farnroda (VII)               | – | SV Fortuna Großschwabhausen (VII) | 33:24 (16:15) |
| 10. Nov. 2019, 16:00 | HSG Saalfeld/Könitz (VI)                     | – | HSV Bad Blankenburg (IV)          | 19:37 (9:18)  |
| 17. Nov. 2019, 14:00 | SV Town&Country Behringen/Sonneborn (V)      | – | HBV Jena 90 (IV)                  | 30:36 (14:18) |
| 23. Nov. 2019, 15:30 | HSG Oppurg/Krölpa (VII)                      | – | SG Suhl/Goldlauter (V)            | 13:34 (5:17)  |
| 23. Nov. 2019, 17:00 | SG Glückauf Bleicherode/Sondershausen (VIII) | – | SG Motor Arnstadt/Plaue (V)       | 16:34 (6:16)  |
| 23. Nov. 2019, 18:00 | ESV Lok Meiningen (VII)                      | – | LSV Ziegelheim (V)                | 34:28 (19:14) |
| 23. Nov. 2019, 18:00 | SG Handball Ilmenau (VI)                     | – | HSG Werratal 05 (V)               | 22:35 (10:21) |

#### Viertelfinale
| Datum, Uhrzeit       | Heimmannschaft                 |   | Gastmannschaft           | Ergebnis      |
| -------------------- | ------------------------------ | - | ------------------------ | ------------- |
| 12. Dez. 2019, 19:30 | SG Motor Arnstadt/Plaue (V)    | – | HSV Bad Blankenburg (IV) | 21:30 (11:16) |
| 19. Dez. 2019, 19:30 | ESV Lok Meiningen (VII)        | – | HSG Werratal 05 (V)      | 24:37 (7:18)  |
| 21. Dez. 2019, 16:00 | SV Petkus Wutha-Farnroda (VII) | – | HSV Apolda 1990 (IV)     | 17:27 (7:16)  |
| 4. Jan. 2020, 19:30  | SG Suhl/Goldlauter (V)         | – | HBV Jena 90 (IV)         | 24:33 (11:16) |

#### Halbfinale
| Datum, Uhrzeit       | Heimmannschaft           |   | Gastmannschaft       | Ergebnis      |
| -------------------- | ------------------------ | - | -------------------- | ------------- |
| 16. Feb. 2020, 16:00 | HSV Bad Blankenburg (IV) | – | HSV Apolda 1990 (IV) | 36:22 (18:11) |
| 14. März 2020, 19:30 | HSG Werratal 05 (V)      | – | HBV Jena 90 (IV)     |               |

## Statistiken 2018/19

### Teilnehmende Mannschaften
| Mitteldeutsche Oberliga (IV)    | Thüringenliga (V) | Landesliga (VI) | Verbandsliga (VII) | Verbandsklasse (VIII) |
| ab 2. Runde                     | ab 2. Runde | ab 1. Runde | ab 1. Runde | ab 1. Runde |
| ------------------------------- | --- | --- | --- | --- |
| - HBV Jena 90 - HSV 1990 Apolda | - SV Hermsdorf - LSV Ziegelheim - HSV Bad Blankenburg - HSV Weimar - Sonneberger HV - SV Aufbau Altenburg - SV Blau-Weiß 1893 Goldbach/Hochheim - SV Town&Country Behringen/Sonneborn - HSV Ronneburg - SG Motor Arnstadt/Plaue - VfB TM Mühlhausen 09 - SG Suhl/Goldlauter - HSG Werratal 05 - ThSV Eisenach II | - Nordhäuser SV - ESV Lok Meiningen - SG Oberdorla/Görmar - HSG Saalfeld/Könitz - Post SV Gera - TSV Motor Gispersleben - HSG Hörselgau/Waltershausen - SV Petkus Wutha-Farnroda - HV Merkers - SG Handball Ilmenau - Thüringer HC - SG Schnellmannshausen - SV Fortuna Großschwabhausen - HSG Oppurg/Krölpa | - TSV Stadtroda - FSV Eintracht Eisenach - Ernestiner SV Gotha - BSF Gotha - SV Einheit Bad Salzungen - TSV Eisenberg - HSV Sömmerda 05 - HV 90 Artern - HSC Erfurt - Kahla SV 1999 - SV Blau-Weiß Auma | - SG Glückauf Bleicherode/Sondershausen - SV Rot-Weiß Krauthausen - TSV Zella-Mehlis - SV Stahl Unterwellenborn - TSV 1864 Mengersgereuth-Hämmern - TSG Concordia Reudnitz - HSC Neuhaus |

#### 1. Runde
| Datum, Uhrzeit       | Heimmannschaft                               |   | Gastmannschaft                   | Ergebnis      |
| -------------------- | -------------------------------------------- | - | -------------------------------- | ------------- |
| 15. Sep. 2018, 15:00 | TSV Stadtroda (VII)                          | – | FSV Eintracht Eisenach (VII)     | 31:27 (9:17)  |
| 15. Sep. 2018, 15:30 | Ernestiner SV Gotha (VII)                    | – | Nordhäuser SV (VI)               | 23:31 (14:14) |
| 15. Sep. 2018, 16:00 | BSF Gotha (VII)                              | – | ESV Lok Meiningen (VI)           | 27:34 (13:14) |
| 15. Sep. 2018, 16:00 | SV Einheit Bad Salzungen (VII)               | – | TSV Eisenberg (VII)              | 2:0 WG        |
| 15. Sep. 2018, 17:00 | HSV Sömmerda (VII)                           | – | SG Oberdorla/Görmar (VI)         | 24:22 (8:10)  |
| 15. Sep. 2018, 17:30 | SG Glückauf Bleicherode/Sondershausen (VIII) | – | HSG Saalfeld/Könitz (VI)         | 21:30 (11:15) |
| 15. Sep. 2018, 17:45 | HV Artern 90 (VII)                           | – | Post SV Gera (VI)                | 17:27 (10:15) |
| 15. Sep. 2018, 18:00 | SV Rot-Weiß Krauthausen (VIII)               | – | TSV Motor Gispersleben (VI)      | 14:30 (7:12)  |
| 15. Sep. 2018, 18:00 | TSV Zella-Mehlis (VIII)                      | – | HSG Hörselgau/Waltershausen (VI) | 7:44 (3:20)   |
| 15. Sep. 2018, 18:00 | SV Petkus Wutha-Farnroda (VI)                | – | HSC Erfurt (VII)                 | 27:19 (12:11) |
| 16. Sep. 2018, 15:00 | SV Stahl Unterwellenborn (VIII)              | – | HV Merkers (VI)                  | 18:39 (12:21) |
| 16. Sep. 2018, 15:00 | TSV 1864 Mengersgereuth-Hämmern (VIII)       | – | SG Handball Ilmenau (VI)         | 21:38 (10:16) |
| 16. Sep. 2018, 15:30 | Kahla SV 1999 (VII)                          | – | Thüringer HC (VI)                | 15:30 (10:13) |
| 16. Sep. 2018, 16:00 | TSG Concordia Reudnitz (VIII)                | – | SG Schnellmannshausen (VI)       | 27:44 (17:24) |
| 16. Sep. 2018, 16:00 | SV Fortuna Großschwabhausen (VI)             | – | HSC Neuhaus (VIII)               | 38:26 (22:12) |
| 16. Sep. 2018, 16:00 | SV Blau-Weiß Auma (VII)                      | – | HSG Oppurg/Krölpa (VI)           | 19:21 (8:9)   |

#### 2. Runde
| Datum, Uhrzeit      | Heimmannschaft                   |   | Gastmannschaft                          | Ergebnis      |
| ------------------- | -------------------------------- | - | --------------------------------------- | ------------- |
| 6. Okt. 2018, 15:00 | TSV Stadtroda (VII)              | – | SV Hermsdorf (V)                        | 16:50 (11:26) |
| 6. Okt. 2018, 16:00 | SV Einheit Bad Salzungen (VII)   | – | HSG Saalfeld/Könitz (VI)                | 23:22 (14:12) |
| 6. Okt. 2018, 16:00 | HSG Oppurg/Krölpa (VI)           | – | LSV Ziegelheim (V)                      | 27:32 (14:13) |
| 6. Okt. 2018, 17:00 | TSV Motor Gispersleben (VI)      | – | HSV Bad Blankenburg (V)                 | 18:40 (10:17) |
| 6. Okt. 2018, 17:00 | HSV Sömmerda (VI)                | – | HBV Jena 90 (IV)                        | 17:27 (10:12) |
| 6. Okt. 2018, 17:30 | SG Schnellmannshausen (VI)       | – | HSV Weimar (V)                          | 27:23 (13:10) |
| 6. Okt. 2018, 18:00 | Thüringer HC (VI)                | – | Sonneberger HV (V)                      | 21:33 (10:17) |
| 6. Okt. 2018, 18:00 | SV Petkus Wutha-Farnroda (VI)    | – | SV Aufbau Altenburg (V)                 | 27:19 (12:11) |
| 6. Okt. 2018, 18:30 | SG Handball Ilmenau (VI)         | – | SV Blau-Weiß 1893 Goldbach/Hochheim (V) | 29:32 (10:9)  |
| 6. Okt. 2018, 19:00 | HSG Hörselgau/Waltershausen (VI) | – | SV Town&Country Behringen/Sonneborn (V) | 21:32 (10:10) |
| 6. Okt. 2018, 19:00 | Nordhäuser SV (VI)               | – | HSV Ronneburg (V)                       | 38:26 (17:11) |
| 6. Okt. 2018, 19:30 | SG Motor Arnstadt/Plaue (V)      | – | VfB TM Mühlhausen 09 (V)                | 37:24 (9:11)  |
| 7. Okt. 2018, 16:00 | ESV Lok Meiningen (VI)           | – | HSV Apolda 1990 (IV)                    | 16:24 (19:12) |
| 7. Okt. 2018, 16:00 | SG Suhl/Goldlauter (V)           | – | HSG Werratal 05 (V)                     | 24:25 (11:11) |
| 7. Okt. 2018, 16:00 | SV Fortuna Großschwabhausen (VI) | – | HV Merkers (VI)                         | 36:33 (14:16) |
| 7. Okt. 2018, 16:00 | Post SV Gera (VI)                | – | ThSV Eisenach II (V)                    | 25:24 (15:14) |

#### Achtelfinale
| Datum, Uhrzeit       | Heimmannschaft                          |   | Gastmannschaft                          | Ergebnis      |
| -------------------- | --------------------------------------- | - | --------------------------------------- | ------------- |
| 9. Nov. 2018, 20:00  | SV Blau-Weiß 1893 Goldbach/Hochheim (V) | – | HBV Jena 90 (IV)                        | 20:28 (14:10) |
| 10. Nov. 2018, 14:00 | Thüringer HC (VI)                       | – | HSV Apolda 1990 (IV)                    | 23:27 (12:11) |
| 10. Nov. 2018, 16:00 | SV Einheit Bad Salzungen (VII)          | – | SV Hermsdorf (V)                        | 13:37 (6:18)  |
| 10. Nov. 2018, 17:30 | SG Schnellmannshausen (VI)              | – | HSG Werratal 05 (V)                     | 23:28 (14:15) |
| 10. Nov. 2018, 18:00 | SV Fortuna Großschwabhausen (VI)        | – | SV Aufbau Altenburg (V)                 | 20:28 (12:14) |
| 10. Nov. 2018, 19:15 | Post SV Gera (VI)                       | – | SV Town&Country Behringen/Sonneborn (V) | 22:25 (14:17) |
| 10. Nov. 2018, 19:30 | SG Motor Arnstadt/Plaue (V)             | – | LSV Ziegelheim (V)                      | 35:30 (15:16) |
| 11. Nov. 2018, 16:00 | Nordhäuser SV (VI)                      | – | HSV Bad Blankenburg (V)                 | 18:34 (9:17)  |

#### Viertelfinale
| Datum, Uhrzeit       | Heimmannschaft              |   | Gastmannschaft                          | Ergebnis                                    |
| -------------------- | --------------------------- | - | --------------------------------------- | ------------------------------------------- |
| 21. Dez. 2018, 18:30 | HSG Werratal 05 (V)         | – | SV Town&Country Behringen/Sonneborn (V) | 29:23 (15:14)                               |
| 21. Dez. 2018, 20:00 | SG Motor Arnstadt/Plaue (V) | – | HBV Jena 90 (IV)                        | 27:30 (11:15)                               |
| 22. Dez. 2018, 17:00 | SV Aufbau Altenburg (V)     | – | HSV Apolda 1990 (IV)                    | 14:23 (7:13)                                |
| 20. Jan. 2019, 16:00 | SV Hermsdorf (V)            | – | HSV Bad Blankenburg (V)                 | 36:36 n. V. (14:15, 27:27, 33:33) (7:8 i.S) |

#### Halbfinale
| Datum, Uhrzeit      | Heimmannschaft          |   | Gastmannschaft       | Ergebnis      |
| ------------------- | ----------------------- | - | -------------------- | ------------- |
| 7. Feb. 2019, 19:30 | HSG Werratal 05 (V)     | – | HSV Apolda 1990 (IV) | 27:26 (12:14) |
| 8. Feb. 2019, 20:00 | HSV Bad Blankenburg (V) | – | HBV Jena 90 (IV)     | 29:27 (11:14) |

Aufgrund eines Sportgerichtsurteils wurde der Sieg der HSG Werratal 05 im Halbfinale in erster Instanz aberkannt. In zweiter Instanz wurde das Urteil jedoch revidiert, so dass Werratal in das Finale eingezogen ist.

#### Finale
| Datum, Uhrzeit     | Heimmannschaft          |   | Gastmannschaft      | Ergebnis      |
| ------------------ | ----------------------- | - | ------------------- | ------------- |
| 1. Mai 2019, 17:00 | HSV Bad Blankenburg (V) | – | HSG Werratal 05 (V) | 26:28 (13:14) |

## Rekordsieger
| Verein                              | Anzahl | Jahr(e)          |
| ----------------------------------- | ------ | ---------------- |
| HSV Bad Blankenburg                 | 3      | 2014, 2013, 2011 |
| HSG Werratal 05                     | 1      | 2019             |
| Thüringer HC                        | 1      | 2018             |
| VfB TM Mühlhausen 09                | 1      | 2017             |
| HSV 1990 Apolda                     | 1      | 2016             |
| SV Blau-Weiß 1893 Goldbach/Hochheim | 1      | 2015             |
| HSC Erfurt                          | 1      | 2012             |

## Einzelnachweis
1. ↑  Amtliche Mitteilung des THV aufgrund der aktuellen Corona-Situation. Website des Thüringer Handball-Verbandes. Abgerufen am 22. April 2020.